# پاندی جیمز
پاندی جیمز (انگلیسی: Pandie James؛ زادهٔ) رمان‌نویس، تهیه‌کننده فیلم، فیلم‌نامه‌نویس، هنرپیشه و مدل (شخص) است. وی از سال ۲۰۱۲ میلادی تا کنون مشغول فعالیت بوده‌است.